# Setenil de las Bodegas
Setenil de las Bodegas este un municipiu în provincia Cádiz, Andaluzia, Spania cu o populație de 3.043 locuitori.

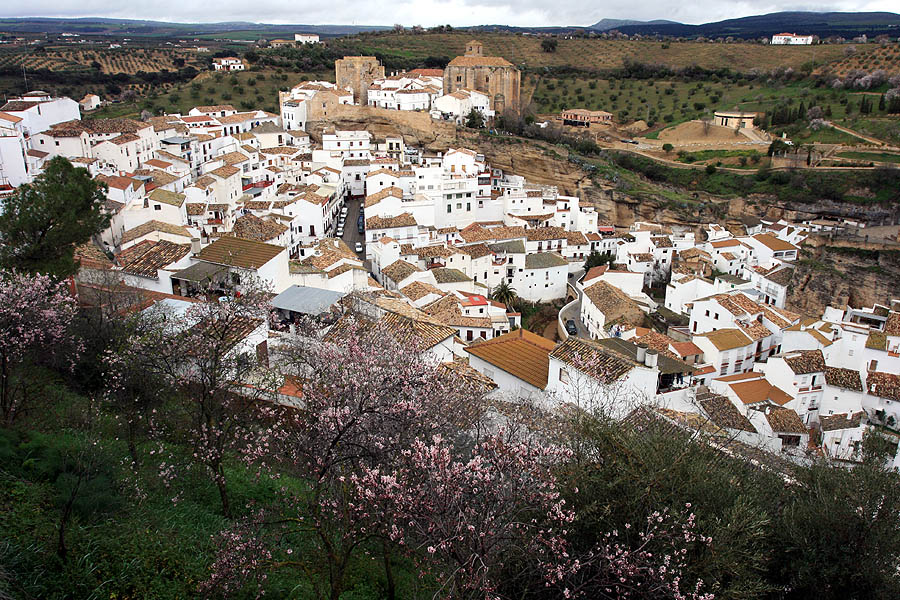
Setenil de las Bodegas, Cádiz Province, Spania